# 月影村
月影村（つきかげむら）は、かつて新潟県東頸城郡にあった村。

## 沿革
- 1889年（明治22年）4月1日 - 町村制の施行により、東頸城郡法定寺村、熊沢村、横住村、真光寺村及び谷村の区域をもって、東頸城郡月影村が発足する。
- 1901年（明治34年）11月1日 - 東頸城郡安塚村の区域の一部、月影村、中保倉村及び中川村が合併して、改めて東頸城郡安塚村が発足する。